# プララ杉田
プララ杉田（プララすぎた）は、神奈川県横浜市磯子区杉田一丁目の再開発ビルで、京浜急行杉田駅の駅ビルである。

## 歴史
本再開発以前は、杉田小学校付近から杉田駅前にかけて、戦前から続く杉田駅前商店街のアーケード街があった。1979年（昭和54年）、衆議院議員佐藤一郎の発案により、杉田駅・新杉田駅の再開発ビルを核、両駅を結ぶ杉田商店街を軸とする「2核1軸」構想が始動。1981年には地元の代表や有識者による、「杉田駅東口再開発準備組合」が発足した。キーテナントの選定にあたり、準備組合側はダイエー、イトーヨーカドー、西友など総合スーパー10社の誘致候補をリストアップし、スーパー側の出店計画に合致した東急ストアの進出が決定した。京急沿線ではあるが、食品を主体とした京急ストアは候補に含まれなかった。1987年9月に都市計画決定、1988年1月に事業計画認可。1990年（平成2年）9月に着工した。施設名称は、杉田がかつて「杉田梅林」を有する梅の産地であったことから、「梅=プラム」と、回遊性をイメージする「ぷらぷら」を合せて「プララ杉田」と命名された。本ビルは1993年4月に竣工。新杉田駅前の再開発ビル「らびすた新杉田」の竣工は、2004年9月であった。

## 施設

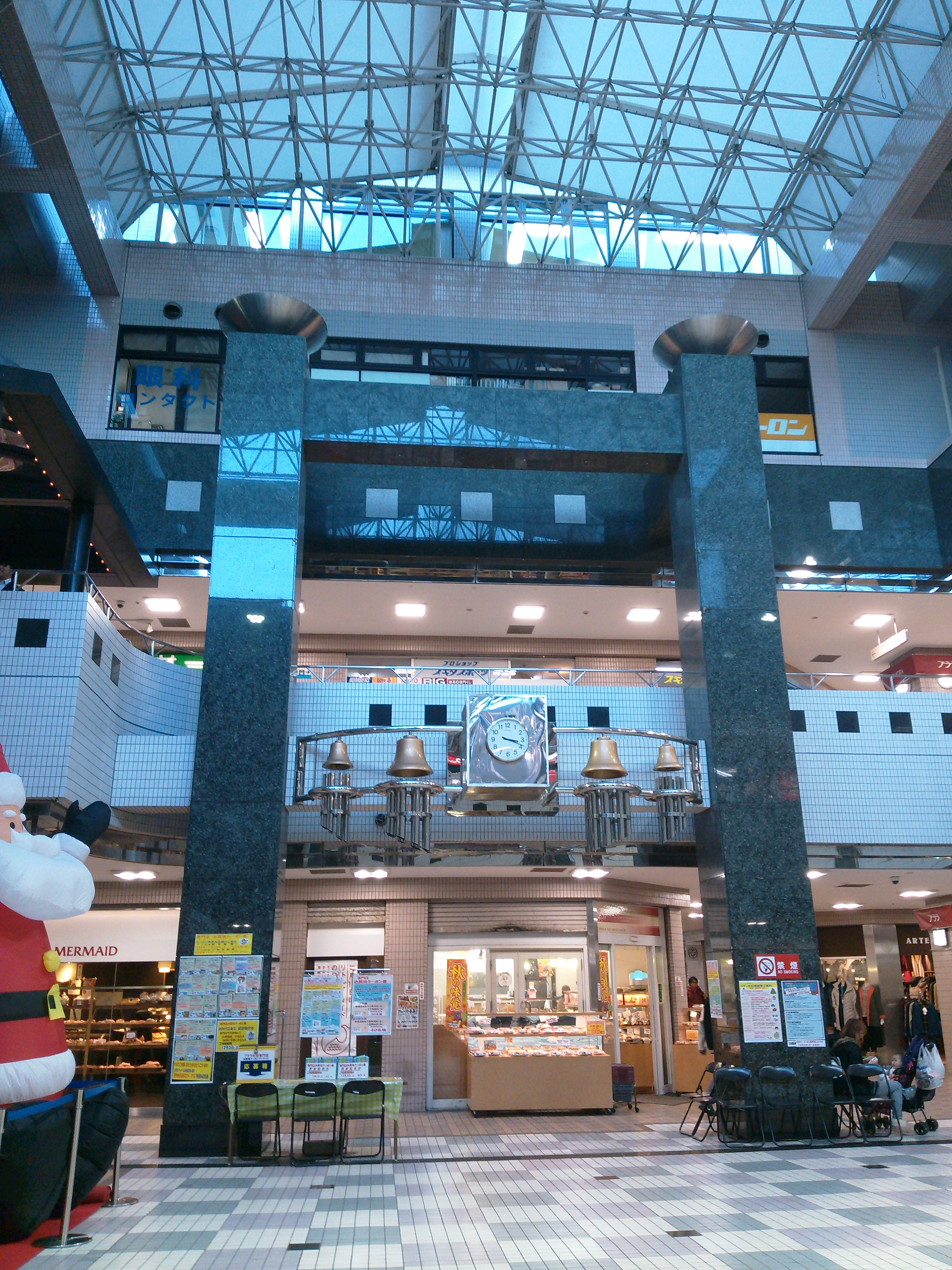
パティオ広場

1階北側にキーテナントの東急ストア（杉田とうきゅう）、1階南側と2階・3階には専門店が入る。2階と3階の中間層で杉田駅の改札階と接続する。4階には杉田地区センターとスポーツジムが入居する。1階中央部には3階まで吹き抜けのパティオ広場があり、青果市や地元児童の演奏会などのイベントが開催される（年1回は大日本プロレスの興行が行われる）。地下1階は60台収容の有料駐車場がある。建物上層部は、横浜市住宅供給公社の12階建て・総戸数74戸の分譲住宅「プララSUGITAステーピア」となっている。